# Ebay

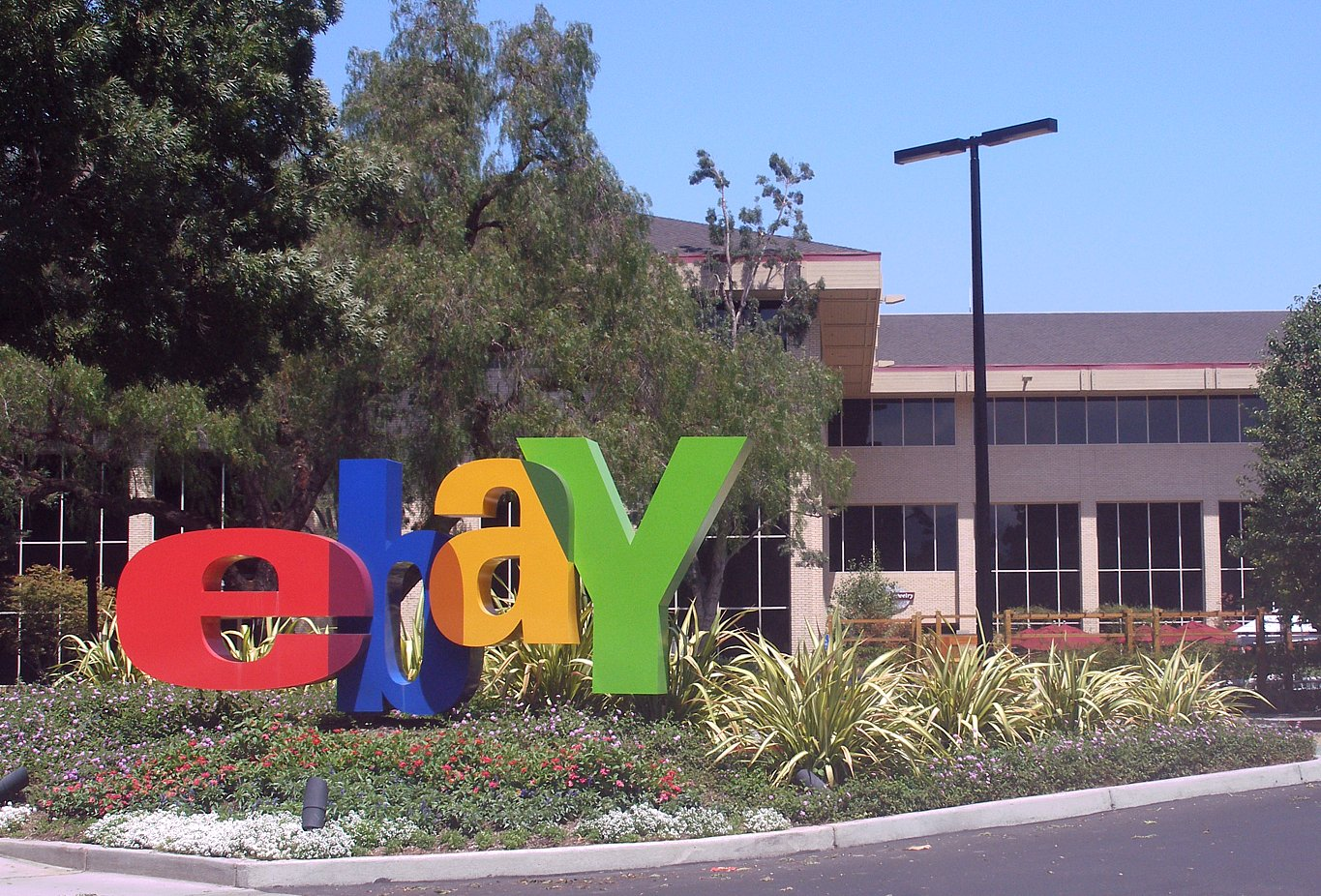
Ebays huvudkontor i San Jose, Kalifornien.

Ebay Inc. (utskrivet som eBay) är ett amerikanskt multinationellt internetföretag som har hand om Ebay.com, en nätauktions- och shoppingwebbplats där folk och företag köper och säljer ett brett utbud av varor och tjänster världen runt. 
Ebay grundades 1995 av Pierre Omidyar från San Jose, Kalifornien. Auktionerna var ursprungligen en del av Omidyars privata webbplats och det första föremålet som auktionerades ut var en trasig laserpekare. Det som fick Ebay att växa under de första åren var samlar gosedjuren Beanie Babies(en). År 1997 var var tionde produkt som säljs på Ebay en Beanie Babie. År 2000 hade Ebay över 4,5 miljoner pågående auktioner varje dag och för varje avslutad auktion togs det ut provision. Åren efter it-kraschen fortsätter företaget att växa genom köp av andra bolag och företaget utvecklades så småningom till en av IT-bubblans främsta framgångssagor. Ebay är nu ett multimiljardföretag med verksamhet i över 30 länder.

## Verksamhet i världen
Förutom auktionstjänsterna har Ebay med tiden köpt in sig i ett flertal branscher. 2002 köpte Ebay betalningsföretaget Paypal för 1,5 miljarder dollar. Den 12 september 2005 förvärvade Ebay IP-telefoni-företaget Skype för köpeskillingen 2,6 miljarder dollar, varav 1,3 miljarder kontant och 1,3 miljarder i aktier. Ytterligare 1,5 miljarder betalas ut om Skype uppnår vissa finansiella mål innan 2008.
Ebay finns (2007) representerade i en mängd länder, bland annat i USA, Kanada, Storbritannien, Australien, Tyskland, Sverige, Polen, Österrike, Frankrike, Kina, Japan och Nya Zeeland. Den 1 september 2009 sålde Ebay 65 % av sitt ägande i Skype till ett antal investerare.
2018 meddelade Ebay att de påbörjat ett globalt samarbete med betalteknikföretaget Adyen.

### Sverige
År 2005 etablerades Ebay i Sverige och började konkurrera med Tradera, som var den ledande auktionssajten på den svenska marknaden. Den 24 april 2006 köpte Ebay upp Tradera för 365 miljoner SEK, men valde att driva båda webbplatserna parallellt i stället för att slå ihop dem. Den 16 april 2007 stängde Ebay ner den svenska versionen av sidan och hänvisade i stället besökare till antingen Tradera eller Ebay i andra länder.